# Galgenberg (Wildendürnbach)
Der Galgenberg, im örtlichen Dialekt Golingbir genannt, ist eine 255 m ü. A. hohe Erhebung im Weinviertel, bei der Ortschaft Wildendürnbach im niederösterreichischen Bezirk Mistelbach.
Auf der Erhebung lag früher eine Hinrichtungsstätte. Vor Ort befinden sich 184 Presshäuser und Keller, die als Kellergasse bekannt sind und 2013 zur Kellergasse des Jahres gewählt wurden.

## Beschreibung
Der Galgenberg liegt 1,5 km nordnordöstlich des Ortskerns von Wildendürnbach, nahe der Grenze zu Mähren. Bis 1828 stand ein Galgen auf dem Gipfel der Erhebung; ob Hinrichtungen stattgefunden haben, ist nicht bekannt. Im 19. Jahrhundert wurden 184 Presshäuser mit Weinkellern gebaut. Sie bilden eine Kellergasse, die auf seinen Hängen rund um den Hügel verläuft und 2013 zur ersten Kellergasse des Jahres gekürt wurde. 1971 wurde die alte Pfarrkirche von Wildendürnbach gesprengt; die Kirchturmspitze überstand die Explosion beinahe unbeschädigt und wurde auf den Gipfel der Erhebung gestellt.
Die Kellergasse wurde 2017 nominiert in der Vorauswahl für Niederösterreich in der Fernsehsendung 9 Plätze – 9 Schätze.

## „In d’Grean gehn“
Der Begriff bedeutet so viel wie „Ins Grüne gehen“ und beschreibt einen besonderen Brauch im nördlichen Weinviertel der auch am Galgenberg Wildendürnbach bereits seit der vorindustriellen Zeit gelebt wird. Jedes Jahr am Ostermontag laden Kellerbesitzer Verwandte, Weinfreunde und Betriebshelfer ein um den neuen Jahrgang zu verkosten. Mittlerweile hat sich das einst kleine Brauchtum zu einem regionalen Fest weiterentwickelt, welches sich jedes Jahr großer Beliebtheit erfreut und im Jahr 2019 in die UNESCO-Liste des Immateriellen Kulturerbes aufgenommen wurde.